# Linkshändige Einsiedlerkrebse
Die Linkshändigen Einsiedlerkrebse (Diogenidae) ähneln den Paguridae, nur ist bei ihnen die linke Schere meist größer. Mit ihr kann die Öffnung des Schneckengehäuses, in dem der Krebs lebt, verschlossen werden. Wie alle Zehnfußkrebse (Decapoda) haben sie fünf Gliedmaßenpaare, ein Paar Scherenbeine, zwei Paar Laufbeine, die aus dem Schneckenhaus ragen und zwei Paar kleinere, verkümmert erscheinende Beine, mit denen sie das Schneckenhaus festhalten.
Es gibt etwa 350 Arten, darunter allein 50 in der Gattung Dardanus. Dardanus arrosor lebt in Symbiose mit der Schmarotzerrose (Calliactis parasitica), die er sich auf das Gehäuse pflanzt. Wechselt er es, so löst er seine Anemonen ab und setzt sie auf das neue Schneckenhaus. Die Art Paguristes oculatus bildet ebenfalls eine Symbiose mit Schmarotzerrosen. Es gibt auch Linkshändige Einsiedlerkrebse, die kein Schneckenhaus benutzen, sondern sich die Seeanemonen direkt auf den Körper setzen.
Einige kleinere Arten der Diogenidae wie Calcinus, Clibanarius und Paguristes sind als Algen- und Restefresser bei Seewasseraquarianern beliebte Mitbewohner in Korallenriffaquarien.
Die namensgebende Gattung Diogenes ist nach dem altgriechischen Philosophen Diogenes von Sinope benannt, der der Legende nach in einer Tonne gelebt haben soll.

## Gattungen
- Allodardanus Haig & Provenzano, 1965
- Aniculus Dana, 1852
- Areopaguristes Rahayu & McLaughlin, 2010
- Bathynarius Forest, 1989
- Calcinus Dana, 1851
- Cancellus H. Milne Edwards, 1836
- Ciliopagurus Forest, 1995
- Clibanarius Dana, 1852
- Dardanus Paul'son, 1875
- Diogenes Dana, 1851
- Isocheles Stimpson, 1858
- Loxopagurus Forest, 1964
- Paguristes Dana, 1851
- Paguropsis Henderson, 1888
- Petrochirus Stimpson, 1858
- Pseudopaguristes McLaughlin, 2002
- Pseudopagurus Forest, 1952
- Strigopagurus Forest, 1995
- Tetralobistes Ayon-Parente & Hendrickx, 2010
- Tisea Forest & Morgan, 1991
- Trizopagurus Forest, 1952

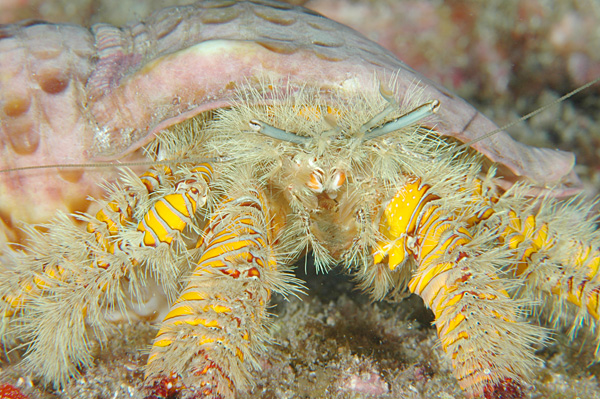
Aniculus maximus
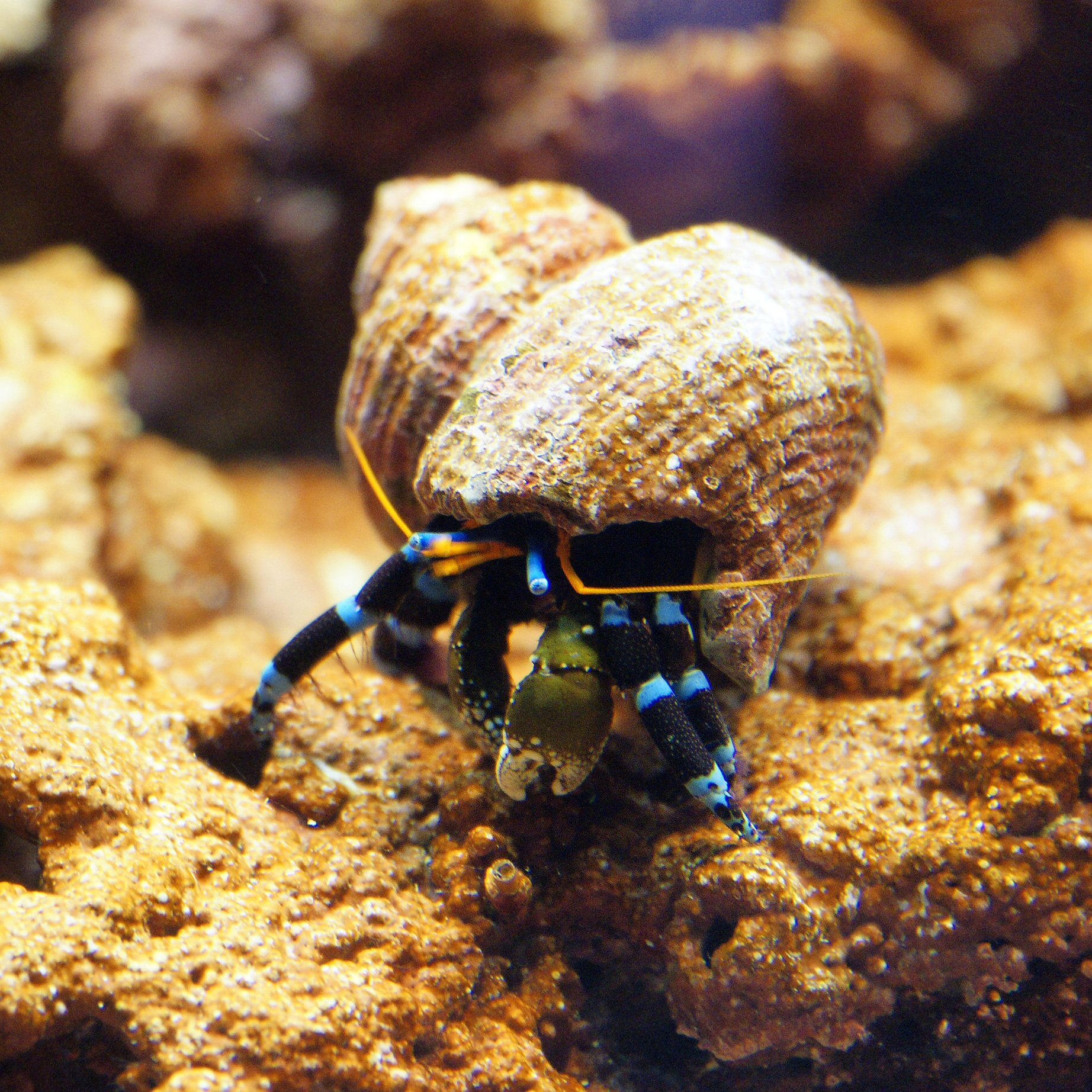
Calcinus elegans
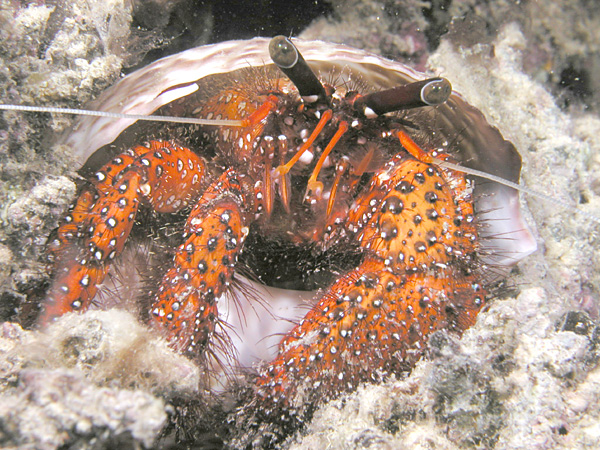
Dardanus megistos
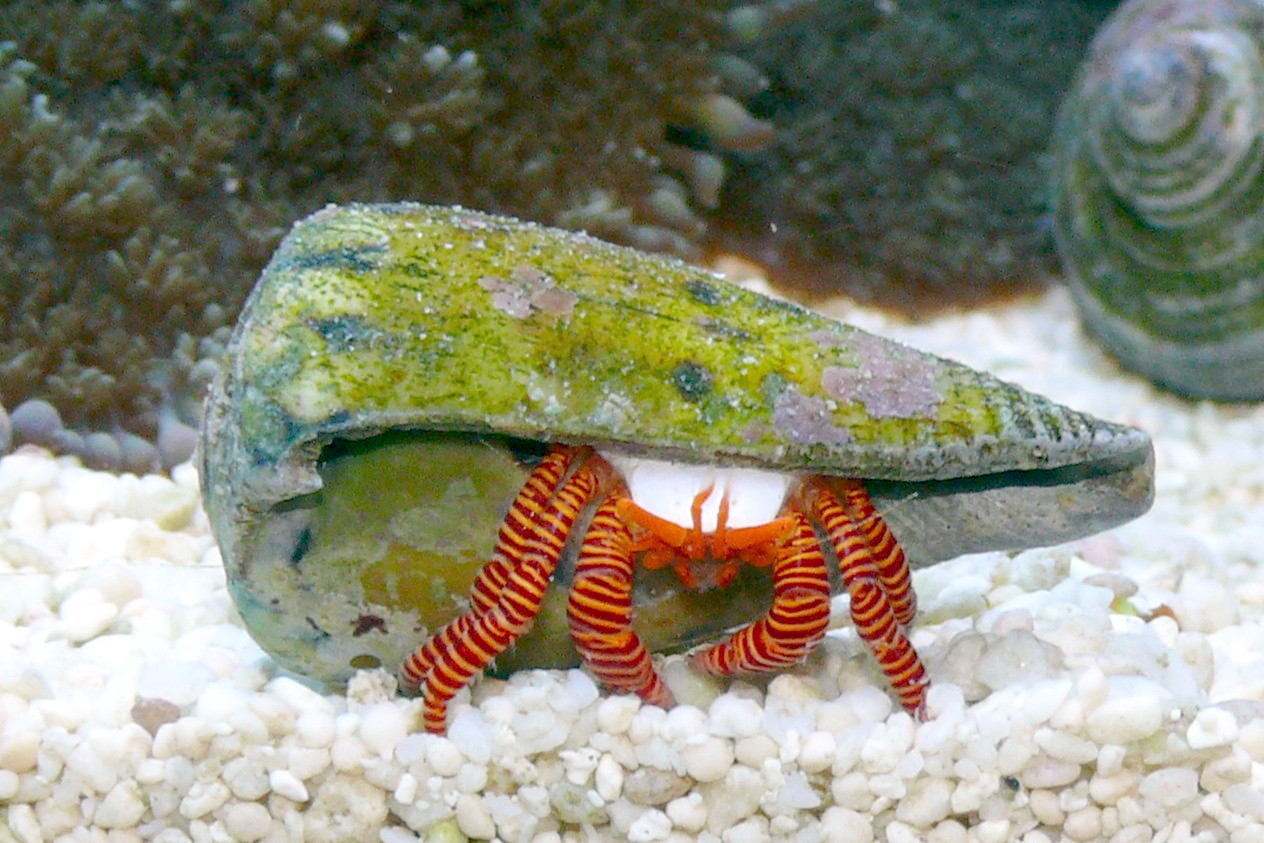
Trizopagurus strigatus